# Centro Cultural El Tranque
El Centro Cultural El Tranque es un centro cultural ubicado en la comuna de Lo Barnechea, en la ciudad de Santiago, Chile. Fue inaugurado el 23 de marzo de 2016.